# Ermita del Nen Jesús de Praga
L'Ermita del Nen Jesús de Praga és una ermita historicista de Sant Hilari Sacalm (Selva) inclosa a l'Inventari del Patrimoni Arquitectònic de Catalunya.

## Descripció
L'ermita del Nen Jesús de Praga està situada al límit del terme municipal entre Arbúcies i Sant Hilari, un fet que ha estat objecte de polèmica en més d'una ocasió al llarg de la seva història. Per davant mateix de l'ermita hi ha una gran roca que fa cim (903 m) anomenada la Roca d'en Pla.
L'edifici és d'una sola nau rectangular allargada i un absis semicircular, de 3,8 metres d'alçada, flanquejat per dos petits cossos adossats destinats a la sagristia i serveis. Tant l'absis com les parets laterals, presenten finestrals emmarcats amb pedra i de diferents formes, són els que donen llum a l'interior del temple.
A la façana principal, la porta és d’arc de mig punt i destaca la gran lluerna quarterada per una creu, a la part superior central. Per damunt, sobresurt el campanar d'espadanya, d'un sol ull i coronat per una creu. Rematen la façana dos pinacles de pedra a banda i banda. L'església està construïda damunt una base elevada de pedra que envolta el perímetre de l'edifici i està formada de tres esglaons, els quals a la part frontal sobresurten de forma semicircular.
Cal destacar a l'esquerra de l'església, un porxo adossat amb grans pilastres de base quadrada que sustenten la coberta de sostre amb bigues de fusta i teula.
A l'interior de l'edifici, un arc presbiteral de mig punt emmarca l'altar situat a l'absis i elevat a través d'una escala. Els materials que decoren les parets i el mobiliari són moderns. El paviment és de mosaic hidràulic, amb sanefes. Les parets són enguixades, però cal destacar l'arrambador de ceràmica vidrada i decoració geomètrica de colors blaus i grocs. Els bancs són de fusta.

## Història
El 15 de maig de 1911 es col·locà la primera pedra de l'edifici i l'acte inaugural es va celebrar, l'octubre del mateix any. L'església va ser feta construir per mossèn Joan Montalt, fill de Sant Hilari, com a manifestació de la devoció al Nen Jesús de Praga. Hi prengué part molt activa en el projecte mossèn Rovira, però l'obra es va poder acabar gràcies a l'aportació de la família Canela.
Entre els anys 1922 i 1931, es publicava una revista piadosa bilingüe anomenada Jesús de Praga i Sant Hilari.
L'any 1973 es van fer reformes importants a l'edifici. Gairebé al cap de deu anys, el 1982, un llamp va enderrocar el campanar, cosa que obligà ràpidament a restaurar-lo, donant-li l'aspecte que té actualment.